# Walter F. Otto
Walter Friedrich Gustav Hermann Otto (Hechingen, 22 de junho de 1874 – Tubinga, 23 de setembro de 1958) foi um filólogo alemão conhecido por seu trabalho sobre a importância e significado da mitologia e da religião da Grécia Antiga. Sua principal obra é Die Götter Griechenlands, cuja primeira edição data de 1929.

## Obra
- Nomina propria latina oriunda a participiis perfecti (Dissertation), Supplement-Bd. 24 (1898) der Jahrbücher für classische Philologie
- Der Geist der Antike und die christliche Welt, Bonn 1923
- Die Manen oder Von den Urformen des Totenglaubens, Berlin 1923 (2. Aufl. Tübingen 1958, Nachdruck Darmstadt 1983)
- Die altgriechische Gottesidee, Berlin 1926
- Die Götter Griechenlands. Das Bild des Göttlichen im Spiegel des griechischen Geistes, Bonn 1929, jetzt: Frankfurt am Main 2002 (9), ISBN 978-3-465-03173-4
- Der europäische Geist und die Weisheit des Ostens, Frankfurt am Main 1931
- Dionysos. Mythos und Kultus, Frankfurt am Main 1933, jetzt: Frankfurt am Main 1996 (6), ISBN 978-3-465-02874-1
- Der griechische Göttermythos bei Goethe und Hölderlin, Berlin 1939
- Der Dichter und die alten Götter, Frankfurt am Main 1942
- Das Vorbild der Griechen, Tübingen/Stuttgart 1949
- Gesetz, Urbild und Mythos, Stuttgart 1951
- Die Musen und der göttliche Ursprung des Singens und Sagens, Düsseldorf 1954
- Die Gestalt und das Sein. Gesammelte Abhandlungen über den Mythos und seine Bedeutung für die Menschheit, Düsseldorf 1955
- Theophania. Der Geist der altgriechischen Religion, 2. Aufl. Hamburg 1959, jetzt: Frankfurt am Main 1993 (3), ISBN 978-3-465-02597-9
- Mythos und Welt, Stuttgart 1962
- Das Wort der Antike, Stuttgart 1962
- Die Wirklichkeit der Götter. Von der Unzerstörbarkeit der griechischen Weltsicht, hg. von Ernesto Grassi, Reinbek bei Hamburg 1963

## Traduções para o português
- Os Deuses da Grécia. Tradução de Ordep Trindade Serra. São Paulo: Odysseus, 2005.
- Teofania. Tradução de Ordep Trindade Serra. São Paulo: Odysseus, 2006.